# Monte Bego
Il monte Bego (in ligure pronunciato munte Begu, in francese scritto  mont Bégo) è una montagna delle Alpi Marittime alta 2.872 m s.l.m. È situata nel massiccio del Mercantour, nel dipartimento delle Alpi Marittime (Francia) presso la valle del Roia. La sua vetta si trova all'interno del Parco del Mercantour, e occupa una posizione centrale nella valle delle Meraviglie.

## Caratteristiche
Il nome del monte proviene dall'indoeuropeo Beg, che significa signore divino. La stessa radice è alla base del nome del monte Beigua. "Béga" in linguaggio intemelio attuale del luogo, è l'attributo sessuale maschile.
La montagna e le zone circostanti, in particolare la Valle delle Meraviglie e Fontanalba, sono luoghi ricchi di incisioni rupestri, (oltre 35 000) soprattutto sui costoni rocciosi nudi ed esposti, sottoposti ad erosione dalle glaciazioni quaternarie. Tutto ciò ha portato ad ipotizzare che queste due montagne potessero essere dei santuari particolarmente importanti per gli antichi Liguri, insieme al monte Sagro nelle Apuane.
Nonostante l'origine pagana della sacralità del monte, forse legata al culto della virilità maschile, del vigore, della forza e della fertilità, la frequentazione e le incisioni si sono estese dalla preistoria fino all'epoca storica attuale.

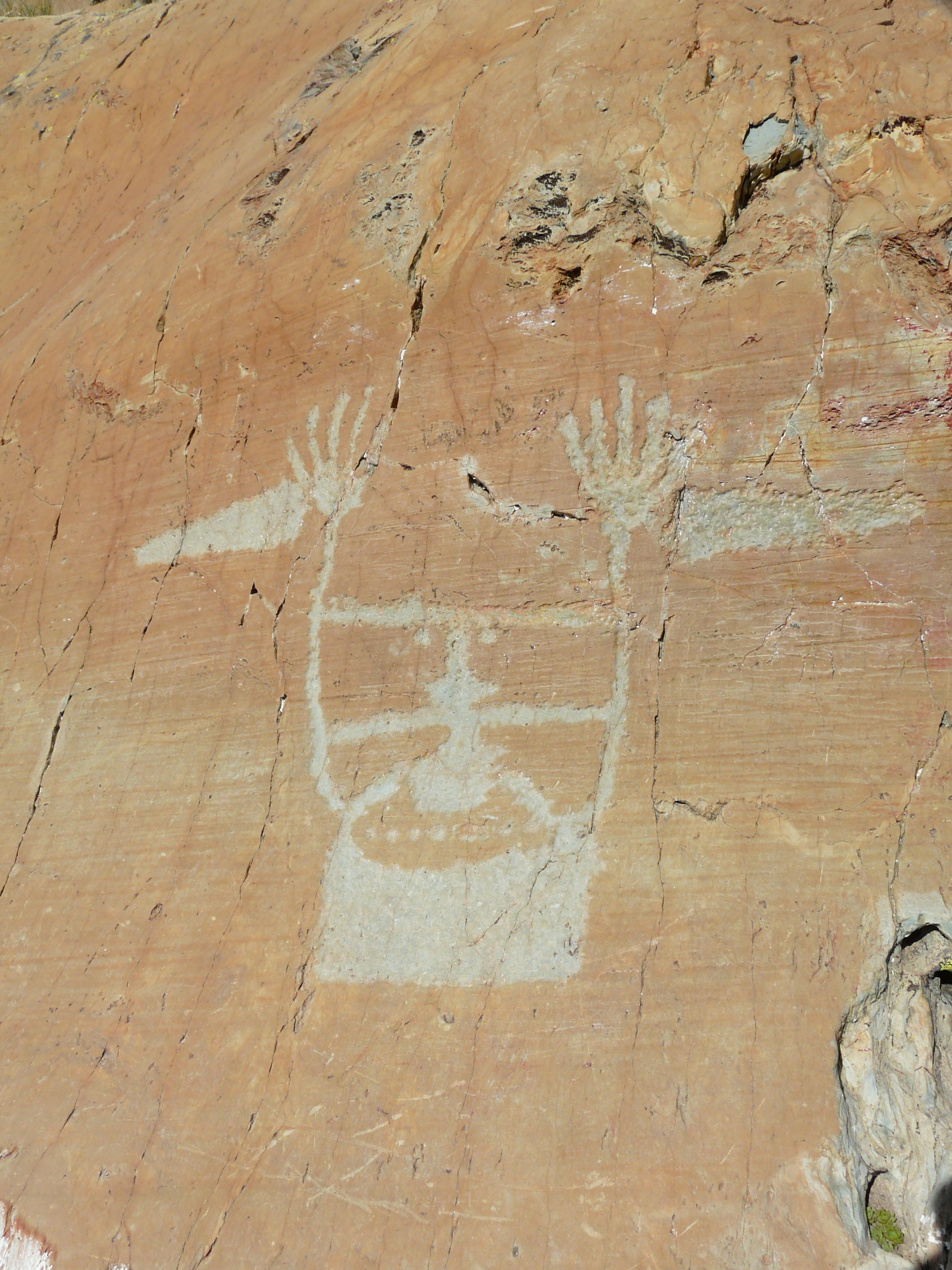
Incisione rupestre, Monte Bego

Il più antico documento scritto europeo riguardante l'arte rupestre riguarda proprio le figure incise del Monte Bego, le cosiddette "pietre maravigliose". Si tratta del manoscritto intitolato Academia dei Giardini di Belvedere', redatto attorno al 1590 Honorato Lorenzo successivamente trascritto pochi anni prima del 1610 da Pietro Gioffredo, storico di Casa Savoia. Conservato presso l'archivio di Stato di Torino,  riporta la descrizione di 17 rocce incise della Valle delle Meraviglie. Le incisioni più antiche dell'area del Bego, che si articola nelle due zone principali della Valle delle Meraviglie e di Fontanalba, sono quelle geometriche, interpretabili come composizioni topografiche, così come quelle simili della Valcamonica; risalgono al Neolitico (V-IV millennio a.C.). Ad esse seguono numerose figure di armi, in particolare pugnali e alabarde le quali, grazie ai confronti archeologici, possono essere attribuite all'età del Rame (III millennio a.C.), e in misura minore all'antica età del Bronzo (2200-1800 a.C.). Per quanto riguarda la storia delle ricerche, vanno citati tre principali studiosi: Clarence Bicknell per la scoperta, Piero Barocelli per l'inquadramento archeologico ed Henry de Lumley per la catalogazione completa.
Dal punto di vista geologico, il monte Bego si trova al limite estremo del complesso geologico noto come massiccio cristallino dell'Argentera, ed è costituito essenzialmente da depositi sedimentari di origine vulcanica risalenti al Permiano.
Fino al 1947 il monte era interamente in Italia, in provincia di Cuneo. Dopo il trattato di Parigi passò alla Francia.

## Ascensione alla vetta

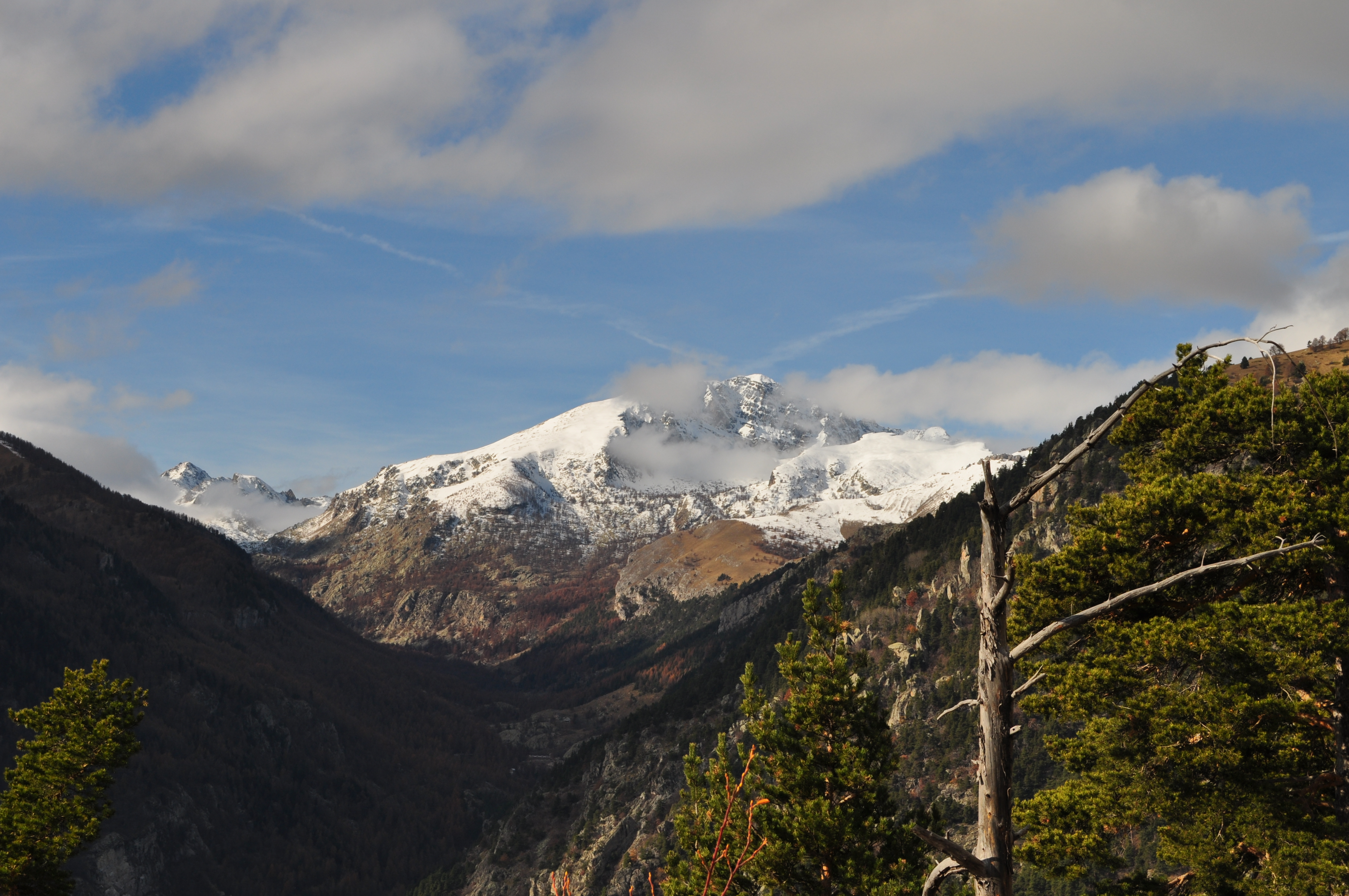
Monte Bego coperto di neve, visto da regione Sapelli

La via normale al monte Bego si sviluppa nel vallone della Miniera. Si raggiunge la dorsale principale, e da lì si risale per cresta alla vetta. L'itinerario è di tipo escursionistico, con difficoltà valutata in EE. È possibile appoggiarsi al vicino rifugio delle Meraviglie.

### Accesso invernale
D'inverno è possibile accedere alla vetta seguendo lo stesso percorso dell'ascensione estiva, utilizzando gli sci o le ciaspole.